# 胡瀹
胡瀹（1487年—？年），字新甫，河南河南府洛陽縣人，明朝政治人物。

## 生平
治《易經》，行二，由府學生中式嘉靖元年（1522年）壬午科河南鄉試第十名舉人，年三十七歲中式嘉靖二年（1523年）癸未科會試第一百六十三名，第三甲第一百七十一名進士。同年任順天府東安縣知縣。歷吳江縣知县，嘉靖五年（1526年）在吴江修永济桥。升浙江湖州府通判，六年升任户部员外郎。再升太仆寺丞。

## 家族
曾祖胡宏，知州。祖胡惟善。父胡远，教谕。前母杨氏、刘氏；母焦氏。永感下，兄天錫。